# 皮奥纳
皮奥纳（法語：Pionnat，法語發音：[pjɔna]）是法国克勒兹省的一个市镇，属于盖雷区。

## 地理
皮奥纳（46°10'15"N, 2°1'31"E）面积41.77 平方千米，位于法国新阿基坦大区克勒兹省，该省份为法国中部省份，位于法國中央高原西北部，北起安德尔省和谢尔省，西接维埃纳省，南至科雷兹省，东临多姆山省，东北与阿列省接壤。
与皮奥纳接壤的市镇（或旧市镇、城区）包括：阿安、阿然、雅纳日、拉达佩尔、马泽拉、圣洛朗、维日维尔。

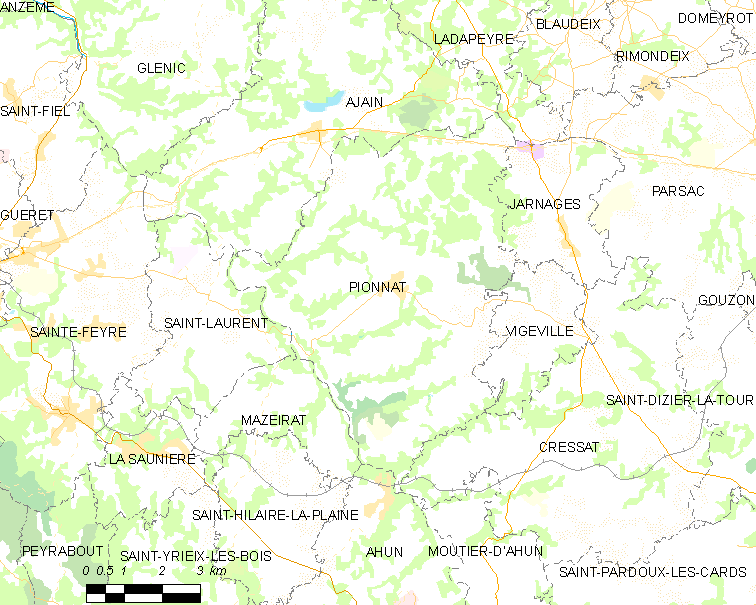
皮奥纳的OSM定位图

皮奥纳的时区为UTC+01:00、UTC+02:00（夏令时）。

## 行政
皮奥纳的邮政编码为23140，INSEE市镇编码为23154。

## 政治
皮奥纳所属的省级选区为古宗县。

## 人口

1962-2008年间皮奥纳人口变化图示

皮奥纳于2022年1月1日时的人口数量为715人。